# Kleenex
Kleenex (рус. Кли́некс) — торговая марка, принадлежащая компании Kimberly-Clark.

## История
Компания Kleenex начала свою деятельность во время Первой мировой войны, когда компания Cellucotton разработала фильтр для противогаза из крепированной бумаги. В 1920-е годы продукт был модифицирован в менструальную прокладку Kotex. Дальнейшая модернизация оригинальной крепированной бумаги сделала её тоньше и мягче, и в результате появившийся в 1924 году продукт был назван «Kleenex». Это было средство для удаления холодного крема. В соответствии с требованиями компании к названиям их брендов быть краткими, легко произносимыми и легко объяснимыми, название Kleenex было выбрано, поскольку часть названия «Kleen» обозначает его очищающее назначение с помощью сенсационного написания слова «чистый». Слово «бывший» было добавлено, чтобы показать, что Kleenex принадлежал к семейству продуктов, в которое входил Kotex. Это был первый маркетинг одноразовой бумажной салфетки для лица в западном мире, которая продавалась в качестве заменителя полотенец для лица или ваты.
В 1925 году первая реклама салфеток Kleenex была опубликована в журналах. Демонстрировался «новый секрет сохранения красивой кожи, используемый известными кинозвёздами» (англ. «the new secret of keeping a pretty skin as used by famous movie stars»). Через несколько лет после появления Kleenex, главный исследователь Cellucotton попытался убедить руководителя рекламного отдела попытаться продать салфетку для лечения простуды и поллиноза. Администратор отклонил эту идею, но затем выделил небольшое количество рекламного места, чтобы упомянуть об использовании салфетки Kleenex в качестве носового платка. К 1930-м годам Kleenex продавался под слоганом «Не носите простуду в кармане» (англ. «Don't Carry a Cold in Your Pocket»), и его использование в качестве замены одноразового носового платка стало преобладающим. В 1943 году компания Kleenex начала лицензировать мультяшного персонажа Little Lulu для популяризации бренда.

## Торговая марка
Первоначальная заявка на товарный знак Kleenex в Ведомство по патентам и товарным знакам США (USPTO) была подана в классе медицинских, косметических и сельскохозяйственных услуг компанией Cellucotton Products Company из Нины, штат Висконсин, 12 июля 1924 года. Описание, предоставленное в USPTO — «впитывающие прокладки или простыни для удаления холодного крема» (англ. «absorbent pads or sheets for removing cold cream»).
В заявке компания Cellucotton утверждала, что использовала рисунок и стилизованный словесный знак в торговле с 12 июня 1924 года. ВПТЗ США выдало право на регистрацию товарного знака 25 ноября 1924 года. 30 сентября 1955 года компания International Cellucotton Products Company официально передала право собственности на товарный знак и деловую репутацию компании Kimberly-Clark Corporation. Корпорация Kimberly-Clark из Нины, штат Висконсин, в настоящее время является зарегистрированным владельцем товарного знака Kleenex.
Общенациональный маркетинг Kleenex в США (как средство удаления холодного крема, а не как салфетка для чихания) был развёрнут в первую неделю сентября 1924 года в Чикаго с рекламой сети аптек Walgreen 2 сентября и с предложением 4 сентября о бесплатном образце в Нью-Йорке.                                                                                 
В США название Kleenex было утверждено в общем употреблении. Популярность продукта привела к тому, что его название используется для обозначения любых тканей лица, независимо от бренда. Многие словари, в том числе Merriam-Webster и Oxford, теперь включают в свои публикации определения, определяющие его как таковой.
В 2023 году компания Kimberly-Clark объявила, что больше не будет продавать бренд Kleenex в Канаде, сославшись на транспортные расходы. В то время доля рынка составляла 16 процентов, но стоимость доставки означала, что прибыльность была низкой.

## Подгузники
В 1978 году компания Kimberly-Clark представила подгузники Kleenex Super Dry с индикаторами влажности в виде конструкции, которая выцветает и светлеет по мере того, как внутренняя часть подгузника становится более влажной. Бренд Huggies, основанный в 1977 году, является текущим брендом подгузников компании Kimberly-Clark.